# مؤسسة جاك ما

شعار مؤسسة جاك ما

مؤسسة جاك ما (JMF) وهي مؤسسة غير ربحية تأسست بواسطة مؤسس شركة موقع علي بابا جاك ما في 15 ديسمبر 2014 ، وتركز على أربعة مجالات وهي، ريادة الأعمال والتعليم وقيادة المرأة والدعم الطبي وحماية البيئة. تعمل المؤسسة بنشاط على بناء أساس منظمة غير ربحية جديرة بالثقة وتشاركية ومستدامة.
تهتم مؤسسة جاء ما بتنشأة المربين ورجال الأعمال الريفيين المستقبليين. مساعدة الأطفال الريفيين ورجال الأعمال الشباب وتنمية المرأة ونموها، وجعل العالم أكثر شمولاً واستدامة وصحة ورفاء. على هذا النحو، أنشأت المؤسسة ونفذت مبادرة جاك ما للتعليم الريفي، وصندوق جاك ما التعليمي، ومبادرة أفريكا بيزنس هيروز ، وبرنامج دعم فريق كرة القدم الوطني الصيني للنساء، بالإضافة إلى مشاريع حماية البيئة والدعم الطبي الأخرى.
في سبتمبر 2018، أعلن جاك ما أنه سيتقاعد من الشركة التي أسسها ومصدر ثروته علي بابا (موقع)، من أجل متابعة العمل التعليمي والعمل الخيري والقضايا البيئية.

## جاك ما ومؤسسة الملك رانيا
في 8 مايو 2018 ، تبرعت مؤسسة جاك ما بمبلغ 3 ملايين دولار أمريكي لمؤسسة الملكة رانيا لإقامة مشروع تعليمي مشترك مع الأردن. يهدف المشروع إلى دعم مشروع تدريب المديرين من قبل مؤسسة الملكة رانيا وتطوير منصة تعليمية عبر الإنترنت، والتي ستنفغ المتعلمين من الأردن والدول العربية المحيطة بها، فضلاً عن دعم الأردن لتوفير المزيد من الفرص التعليمية للأطفال اللاجئين.

## ردود أفعال فيروس كورونا 2020
- في مارس من العام 2020، تبرعت مؤسسة جاك ما ومؤسس شركة علي بابا بإمدادات طبية ومنها مجموعات اختبار وأقنعة وبذلات للحماية، إلى 54 دولة أفريقية لدعم الوقاية والسيطرة على كوفيد-19. وصرح عن ذلك جاك ما بإعلان نشره في حسابه الشخصي على موقع ويبو الصيني للتواصل الاجتماعي.[11][12]

## روابط خارجية
- الموقع الرسمي لمؤسسة جاك ما